# Gabel-Leimkraut
Das Gabel-Leimkraut (Silene dichotoma) ist eine Pflanzenart aus der Gattung der Leimkräuter (Silene) innerhalb der Familie der Nelkengewächse (Caryophyllaceae).

## Beschreibung

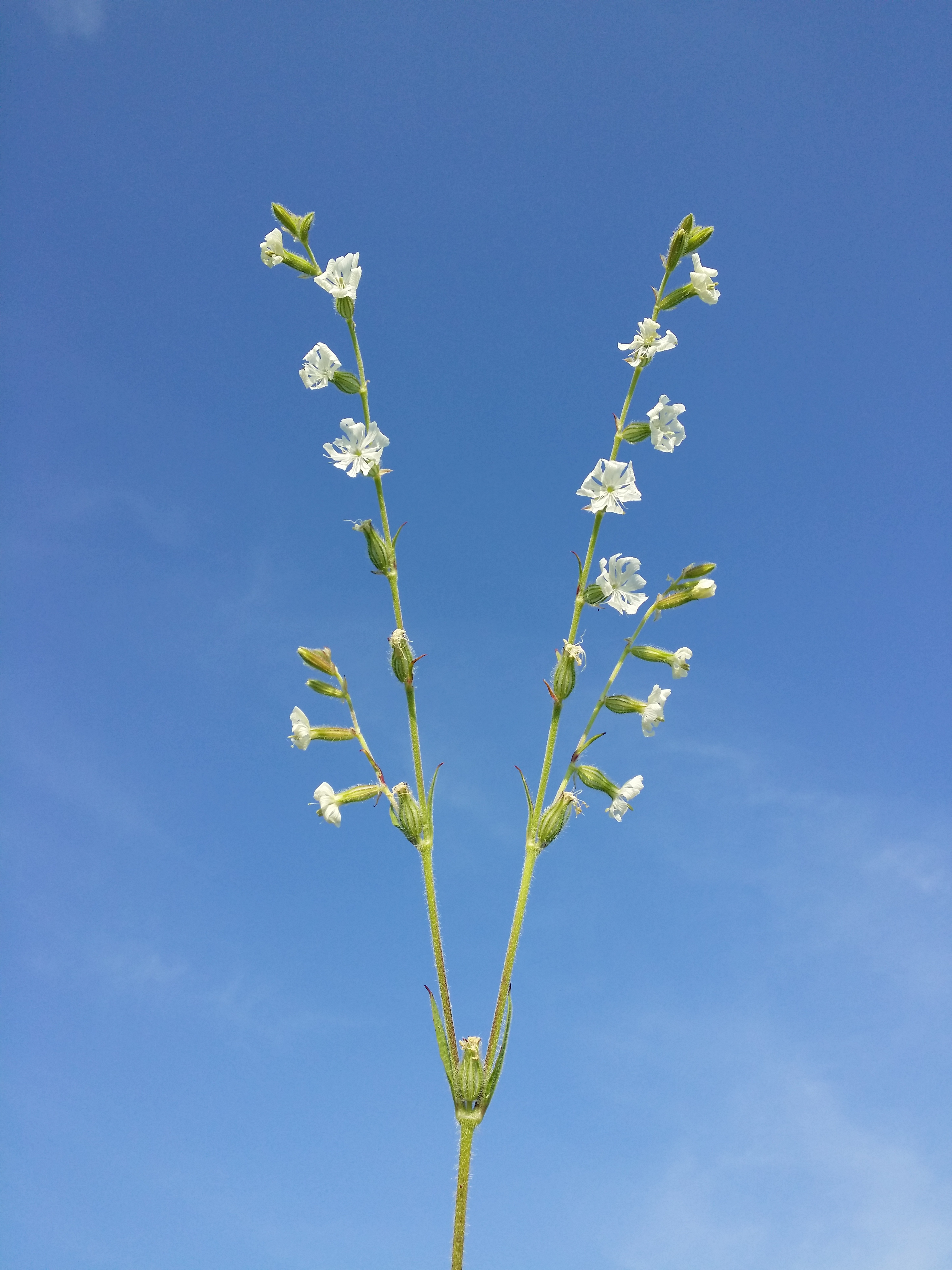
Gabelig verzweigter Blütenstand

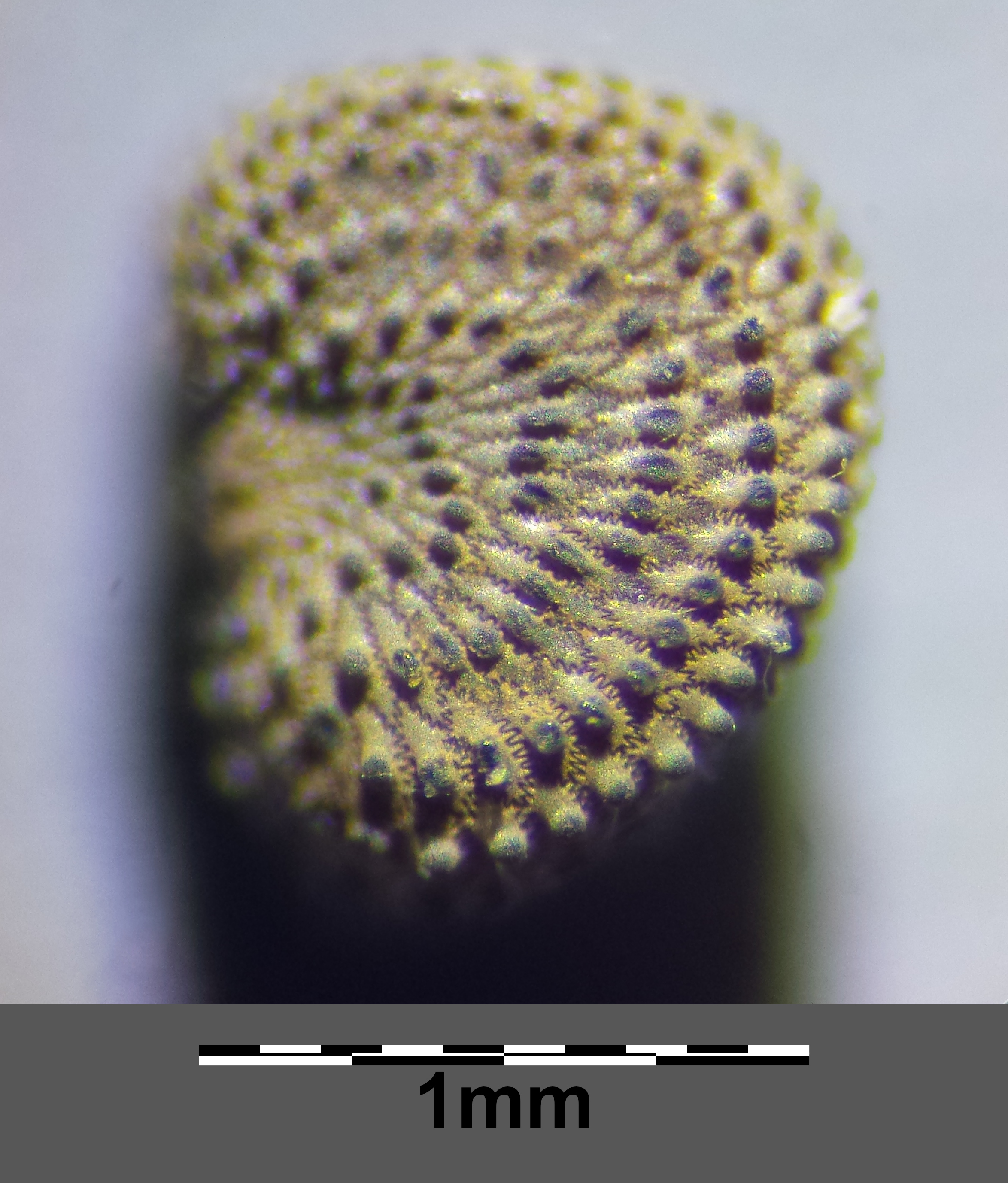
Samen

### Erscheinungsbild und Blatt
Das Gabel-Leimkraut wächst als sommergrüne, zweijährige oder sommerannuelle oder einjährig überwinternde krautige Pflanze und erreicht Wuchshöhen von 30 bis 90 Zentimetern. Die oberirdischen Pflanzenteile sind kurz behaart und im Unterschied zu einigen anderen Silene-Arten nicht klebrig. Der selbständig aufrechte Stängel ist im unteren Bereich kurz behaart und im oberen Bereich flaumig behaart. Es werden keine nichtblühenden Blattrosetten gebildet. 
Die gegenständig angeordneten Laubblätter sind sitzend und werden nach oben hin fortlaufend kleiner. Bei den unteren Laubblättern sind die einfachen Blattspreiten bei einer Länge von 6 bis 8 Zentimetern und einer Breite von 15 bis 30 Millimetern lanzettlich bis verkehrt-lanzettlich und die oberen sind bei einer Länge von 2 bis 5 Zentimetern und einer Breite von 3 bis 20 Millimetern lanzettlich.

### Blütenstand und Blüte
Die Blütezeit reicht von Juni bis September. Beim Gabel-Leimkraut liegt Gynodiözie vor, es gibt in einer Population Exemplare mit zwittrigen und Exemplare mit rein weiblichen Blüten. Der einseitswendige Blütenstand ist wiederholt gabelig verzweigt, vielblütig, mit einer Einzelblüte an jedem Gabelast. Die Blüten sind sitzend bis fast sitzend.
Die Blüten sind radiärsymmetrisch und fünfzählig mit doppelter Blütenhülle. Der weißliche Kelch besitzt zehn grüne Nerven und ist 9 bis 15 Millimeter lang sowie dicht kurz borstig behaart; die Kelchzähne sind 2 bis 4 Millimeter lang. Die fünf weißen bis roten, 15 bis 20 Millimeter langen Kronblätter besitzen einen kahlen Nagel, eine tief zweispaltige Platte mit spatelförmigen Zipfeln und zwei winzige Anhängsel. Es ist ein etwa 0,5 Millimeter hohes Nebenkrönchen vorhanden. Bei den weiblichen ist die Platte kleiner. Die Staubblätter überragen die Blütenkrone. Es sind drei Griffel vorhanden, welche die Blütenkrone überragen.

### Frucht und Samen
Die 1 bis 2 Millimeter lang gestielte Kapselfrucht ist bei einer Länge von 6 bis 14 Millimeter eiförmig und öffnet sich bei Reife mit sechs Zähnen. Die dunkel-braunen Samen sind 1 bis 1,5 Millimeter groß.

### Chromosomensatz
Die Chromosomengrundzahl beträgt x = 12; es liegt Diploidie vor, also eine Chromosomzahl von 2n = 24.

## Ökologie
Das Gabel-Leimkraut ist ein Therophyt.
Beim Gabel-Leimkraut liegt Protandrie vor. Die Blüten öffnen sich abends und der starke Duft lockt Nachtfalter an, die als Bestäuber dienen. Es erfolgt Insektenbestäubung sowie Selbstbestäubung.
Es gibt beim Gabel-Leimkraut Windausbreitung sowie Selbstausbreitung, die Diasporen sind die Samen.

## Vorkommen
Das Hauptverbreitungsgebiet des Gabel-Leimkrauts liegt im südlichen Osteuropa. Von dort ist es vermutlich im 19. Jahrhundert als Saatgutverunreinigung nach Mitteleuropa eingeschleppt worden und hat dann in klimagünstigen Gebieten auch rasch Fuß gefasst. Das Verbreitungsgebiet des Gabel-Leimkrauts erstreckt sich von Persien über Kleinasien, Ost- und Südeuropa bis Mitteleuropa, Skandinavien, Italien und Frankreich. In den nördlichen Randgebieten ist es meist unbeständig verschleppt. Fundorte mit natürlicher Verbreitung gibt es in Italien, Ungarn, Belarus, Georgien, Ciscaucasien, im europäischen Teil Russlands, in der Ukraine, der Krim, Kroatien, Serbien, Slowenien, Bulgarien, Rumänien, Nordmazedonien, dem nördlichen griechischen Festland, Kreta, Zypern, in der Türkei, im Iran, Irak, in Syrien, Jordanien, Libanon und Israel. Ein Neophyt ist es in der Schweiz, in Deutschland, Belgien, Frankreich, im nordöstlichen Spanien, Polen, Tschechien, in der Slowakei, in den baltischen Staaten, Schweden, in Algerien, Japan, South Australia, Tasmanien, Kanada und in den USA.
Das Gabel-Leimkraut braucht in Mitteleuropa nährstoffreiche, zumindest kalkhaltige oder gar kalkreiche Lehmböden. Es gedeiht nur in Gegenden mit sommerwarmem und trockenem Klima. Es wächst in Unkrautbeständen in Getreideäckern, wächst aber auch in Leguminosefelder, beispielsweise in Luzernepflanzungen. Es ist eine Art der Klassen Secalietea oder Chenopodietea.
Die ökologischen Zeigerwerte nach Landolt et al. 2010 sind in der Schweiz: Feuchtezahl F = 3 (mäßig feucht), Lichtzahl L = 4 (hell), Reaktionszahl R = 4 (neutral bis basisch), Temperaturzahl T = 4+ (warm-kollin), Nährstoffzahl N = 2 (nährstoffarm), Kontinentalitätszahl K = 4 (subkontinental).
In Österreich ist es unbeständig bis eingebürgert; es fehlt in Vorarlberg und ist in allen übrigen Bundesländern selten.

## Taxonomie
Die Erstveröffentlichung von Silene dichotoma erfolgte 1792 durch Jakob Friedrich Ehrhart in Beiträge zur Naturkunde, Band 7, S. 143–144. Das Artepitheton dichotoma bedeutet „gabelig“. Es wurden zwar Unterarten beschrieben, sie gelten aber bei vielen Autoren als Synonyme. Synonyme für Silene dichotoma Ehrh. sind: Silene mathei Pénzes, Silene racemosa Otth, Silene sibthorpiana Rchb., Silene trinervis Banks & Sol., Silene dichotoma subsp. praedichotoma (P.Candargy) Rech. f., Silene dichotoma subsp. racemosa (Otth) Graebn., Silene dichotoma subsp. sibthorpiana (Rchb.) Rech. f., Silene dichotoma Ehrh. subsp. dichotoma.